# Десант у Осипенко
Десант у Осипенко — тактический морской десант, высаженный 17 сентября 1943 года силами советской Азовской военной флотилии в ходе Донбасской наступательной операции Великой Отечественной войны.
В ходе наступления советских войск Южного фронта вдоль побережья Азовского моря силы Азовской флотилии оказывали содействие приморскому флангу наступавших войск путём высадки морских десантов, дезорганизуя пути отхода врага и срывая попытки оказать упорную оборону в пунктах на побережье. По решению командующего фронтом, командующий флотилией контр-адмирал С. Г. Горшков приказал высадить десант в районе города Осипенко (ныне Бердянск), овладеть портом Осипенко и удерживать его до подхода частей 28-й армии фронта с целью воспрепятствования отходу противника по грунтовой дороге Осипенко — Ногайск (ныне Приморск).
17 сентября 1943 года с 03:10 по 04:20 местного времени в районе города производилась высадка десанта в составе:
- главный отряд — 384-й отдельный батальон морской пехоты Азовской военной флотилии (660 человек, командир отряда — капитан А. М. Самарин),
- второй эшелон — часть 2-го и 10-го гвардейских пулемётно-артиллерийских батальонов 1-го гвардейского укреплённого района 28-й армии (300 человек, командир — гвардии майор Г. Г. Жемарцев),
- вспомогательный отряд — часть 369-го отдельного батальона морской пехоты (40 человек).

Для высадки были задействованы 10 бронекатеров, 3 катера-тральщика, 2 катера «морской охотник», 2 полуглиссера и сейнер.
Противник обнаружен не был, а произведённой разведкой было установлено, что немецкие войска уже покинули город Осипенко. В 07:00 17 сентября к городу подошли разведывательные подразделения 28-й армии. По другим источникам, десант обстрелял немецкие части в городе, прикрывавшие эвакуацию своих войск и поджигавшие дома. Эти части немедленно покинули город. При прочёсывании города были задержаны три солдата противника, отставшие (возможно, дезертировавшие) от своих частей — один чех и 2 румына. При высадке основного отряда его часть оказалась на минном поле, при подрывах погиб 1 боец и 7 получили ранения. Ещё один боец погиб при несчастном случае во время десантирования с катера.
Высадка десанта в город, где уже не было противника, была следствием неудовлетворительной организации разведки командованием 28-й армии. Немецкому командованию, в данном случае, удалось организованно провести эвакуацию своих войск. С точки зрения выполнения поставленных задач, десантная операция произведена безрезультатно.